# Адміністративний поділ Єгипту

Адміністративний поділ Єгипту

Єгипет адміністративно поділений на 27 губернаторств (араб. محافظة мухафаз). Губернаторства поділяються на адміністративні центри чи райони (маркази) та міста.

## Зміни
У 2008 році були створені нові губернаторства Хелуан та 6 Жовтня.
У 2009 році було утворено нове губернаторство — Луксор.
У 2011 році губернаторства Хелуан та 6 Жовтня було ліквідовано.

## Список губернаторств
| № на мапі | Назва                        | Центр                        | Площа, км² | Населення, осіб (2006) |
| --------- | ---------------------------- | ---------------------------- | ---------- | ---------------------- |
| 1         | Александрія (Ель-Іскандарія) | Александрія (Ель-Іскандарія) | 2 679      | 4 123 869              |
| 2         | Асуан                        | Асуан                        | 679        | 1 186 482              |
| 3         | Асьют                        | Асьют                        | 1 553      | 3 444 967              |
| 4         | Бухейра (Ель-Бухейра)        | Даманхур                     | 9 118      | 4 747 283              |
| 5         | Бені-Суейф                   | Бені-Суейф                   | 1 322      | 2 291 618              |
| 6         | Каїр (Ель-Каїра)             | Каїр (Ель-Каїр)              | 214        | 6 758 581              |
| 7         | Дакахлія (Ель-Дакахія)       | Ель-Мансура                  | 3 471      | 4 989 997              |
| 8         | Дум'ят                       | Дум'ят                       | 589        | 1 097 339              |
| 9         | Ель-Фаюм                     | Фаюм                         | 1 827      | 2 511 027              |
| 10        | Гарбія (Ель-Гарбія)          | Танта                        | 1 942      | 4 011 320              |
| 11        | Гіза (Ель-Гіза)              | Гіза (Ель-Гіза)              | 100        | 3 143 486              |
| 12        | Ісмаїлія (Ель-Ісмаїлія)      | Ісмаїлія (Ель-Ісмаїлія)      | 1 442      | 953 006                |
| 13        | Кафр-еш-Шейх                 | Кафр-еш-Шейх                 | 3 437      | 2 620 208              |
| 14        | Матрух                       | Мерса-Матрух                 | 212 112    | 323 381                |
| 15        | Мінья (Ель-Мінья)            | Ель-Мінья                    | 32 279     | 4 166 299              |
| 16        | Мінуфія (Ель-Мінуфія)        | Шибін-ель-Ком                | 2 544      | 3 270 431              |
| 17        | Нова Долина                  | Харга (Ель-Харіга)           | 376 505    | 187 263                |
| 18        | Північний Синай              | Ель-Аріш                     | 27 574     | 343 681                |
| 19        | Порт-Саїд (Бур-Саїд)         | Порт-Саїд (Бур-Саїд)         | 72         | 570 603                |
| 20        | Кальюбія (Ель-Кальюбія)      | Бенха                        | 1 001      | 4 251 672              |
| 21        | Кена (Кіна)                  | Кена (Кіна)                  | 1 796      | 3 001 681              |
| 22        | Червоне Море                 | Хургада (Ель-Гурдака)        | 203 685    | 288 661                |
| 23        | Шаркія (Еш-Шаркія)           | Заказік (Ез-Заказік)         | 4 180      | 5 354 041              |
| 24        | Согаґ                        | Сохаг                        | 1 547      | 3 747 289              |
| 25        | Південний Синай              | Ет-Тур                       | 33 140     | 150 088                |
| 26        | Суец (Ес-Суейс)              | Суец (Ес-Суейс)              | 17 840     | 512 135                |
| 27        | Луксор (Ель-Уксор)           | Луксор (Ель-Уксор)           | 55         | 457 286                |